# Baltadži Mehmed Paša
Baltadži Mehmed Paša ali Pakčemujezin Baltadžı Mehmed Paša (turško Baltacı Mehmed Paşa) je bil državnik Osmanskega cesarstva, * 1662, Osmancık, Osmansko cesarstvo, † julij 1712, Lemnos, Osmansko cesarstvo. 
V letih 1704-1706 je bil veliki vezir Osmanskega cesarstva in leta 1704 kapudan paša (veliki admiral) Osmanskega vojnega ladjevja.

## Začetek kariere
Mehmed je bil Turek, rojen v Osmancıku pri Çorumu, Turčija. Od doma je odpotoval v severno Afriko, ki je bila takrat del Osmanskega cesarstva, in od tam v prestolnico Istanbul, kjer je dobil službo službenca (baltacı) na sultanovem dvoru. Služboval je tudi kot tajnik in mujezin (oseba, ki kliče k molitvam druge muslimane) in dobil svoj drugi vzdevek pakčemujezin (turško pakçemuezzin). Kmalu je napredoval v glavnega konjarja (imrahor) in leta 1704 v velikega admirala (kapudan paša). 25. decembra 1704 je postal veliki vezir.

## Prvi mandat velikega vezirja in guvernerja
V prvem mandatu velikega vezirja ni naredil izjemnih podvigov. Leta 1706 so ga odpustili in ga nato v samo štirih letih trikrat imenovali za guvernerja različnih oddaljenih pokrajin: Erzurum, otok Hios (turško Sakız) in Alep (turško Halep). 18. avgusta 1710 je začel svoj drugi mandat velikega vezirja.

## Drugi mandat velikega vezirja
Njegov drugi mandat je precej bolj znan. 
Leta 1709 je kralja Karla XII. Švedskega po porazu z Rusi v bitki pri Poltavi v veliki severni vojni Peter I. Ruski zasledoval in Karel se je zatekel na osmansko ozemlje. Peter I. je Osmanskemu cesarstvu napovefal vojno. Baltadži Mehmed je bil imenovan za poveljnika (serdar) vojske. Na reki Prut na meki med sedanjo Romunijo in Moldovo je obkolil rusko vojsko in prisilil Petra, da je zaprosil za mir. Po sklenitvi Prutskega mirovnega sporazuma je morala Rusija Turčiji vrniti Azov, ki ga je priključila po sklenitvi Karlovškega miru. Več ruskih trdnjav je moral Peter porušiti. Peter I. se je obvezal, da se ne bo vmešaval v notranje zadeve poljsko-litovske Republike obeh narodov in da bo Karlu XII. dovolil prost prehod domov.
Nekaj Petrovih sodobnikov, med njimi Voltaire v svoji knjigi Peter Veliki, je omenjalo, da je bil Mehmed Paša vpleten v afero s Petrovo ženo in kasnejšo carico Katarino I. Katarina naj bi pred vdajo obkoljene ruske vojske Baltadži Mehmed Paši ponudila svoje dragulje in dragulje drugih gospa v zameno za svoboden umik ruske vojske. Mehmed je ruski vojski dovolil umik, motiv pa bi lahko bila podkupnina ali pa trgovinski in diplomatski interesi.
Zgodba o Mahmed Paši in Katarini Veliki in njegovem kasnejšem izgonu se pojavlja tudi v kasnejši tako ruski kot turški književnosti.

## Od Konstantinopla do Lemnosa
Sultan Ahmed III. je bil sprva zadovoljen z določili Prutskega miru, Mehmedovi politični rivali, Karel XII. in Devlet II. Geraj, kan Krimskega kanata, pa ne. Mehmeda so obtožili prejemanja podkupnine Petra I. Ruskega (preko Katarine I.) in ga 20. novembra 1711 odstavili s položaja velikega vezirja. Izgnali so ga na otok Lesbos (Midilli) in od tam na Lemnos (Limni), kjer je julija 1712 umrl.